# Casa Barão do Serro Azul
A Casa Barão do Serro Azul, localizada no município de Curitiba-PR, é também conhecida por Solar do Barão ou Centro Cultural Solar do Barão.

## História
A Casa Barão do Serro Azul foi construída no final do século XIX, entre 1880 e 1884, pelos engenheiros italianos Ângelo Vendramin e Batista Casagrande, e pertenceu a Ildefonso Pereira Correia, o Barão do Serro Azul, empresário e político de grande prestígio no Império.
Caracterizada como um belo exemplar remanescente das residências da elite curitibana da época, foi habitada pelo Barão e sua família durante 10 anos. Em seus salões eram realizados saraus e bailes, reunindo os principais personagens do cenário político. Após o assassinato do Barão em 1894, foi construída uma residência para a Baronesa e seus filhos ao lado do Solar, respeitando os princípios formais da primeira edificação. O palacete passou a ser ocupado pelo 5º Distrito Militar.
Entre 1912 e 1975, o complexo foi ocupado pelo Exército Nacional, que construiu o prédio localizado ao lado esquerdo, atual sede do Museu da Fotografia e suas salas de exposições, além do Centro de Documentação e Pesquisa Guido Viaro (biblioteca especializada em arte) e o Setor de Ação Educativa (criado para promover a educação patrimonial de moradores, turistas, escolares e universitários por meio de visitas mediadas a sete pontos do Centro Histórico e proximidades).
Em 1975 foi adquirido pela Prefeitura Municipal de Curitiba interessada em sua preservação. Com cerca de 3.000m² de área, foi restaurado entre 1980 e 1983, coordenado pelo arquiteto Cyro Correia de Oliveira Lyra, para abrigar o complexo cultural da cidade, atualmente denominado Centro Cultural Solar do Barão, juntamente com outros edifícios. A restauração evidenciou os elementos decorativos dos forros e paredes, a riqueza de detalhes dos pisos, das principais salas, bem como elementos em materiais como a madeira das escadas internas e ferro e mármore da escada externa. Atualmente é vinculado à Fundação Cultural de Curitiba e possui três blocos: O bloco central, onde morou o Barão, a Casa da Baronesa e os anexos construídos pelo exército. Nas instalações do Solar são realizados cursos de arte e ensaios da Camerata Anticqua, da Orquestra de Harmônicas e do Coral de Curitiba.
O espaço foi tombado pelo Patrimônio Estadual em 6 de março de 1978.

## Descrição
O complexo cultural Solar do Barão reúne unidades da Fundação Cultural de Curitiba relacionadas às artes gráficas: o Museu da Fotografia, o Museu da Gravura, o Museu do Cartaz e a Gibiteca, além de salas de exposições, utilizadas para mostras de artistas nacionais e internacionais. Também estão disponíveis ateliês de gravura, a Loja da Gravura, o Centro de Documentação e Pesquisa Guido Viaro e a Sala Scabi.
O conjunto arquitetônico é formado pelo Solar do Barão, o Solar da Baronesa e anexos.